# Frederik Bramming
Frederik Vilhelm Bramming (23. oktober 1911 i Frederikshavn – 19. april 1991) var en dansk tegner og illustrator.
Frederik Bramming blev født i Frederikshavn, men flyttede med familien til København i 1922, hvor han kom i Amagerbro skole. Han blev optaget på den private Folmer Bonnéns Tegne- og Maleskole, og udviklede i løbet af de to år, han gik her, sin personlige tegnestil. Han blev ansat på Bergenholz Reklamebureau i 1935. Fra 1938 tegnede han desuden tryksager for Grafisk Institut og blev i 1947 ansat på Politikens forlag med tilknytning til blandt andet Hvem-Hvad-Hvor. Her arbejdede han indtil begyndelsen af 1950'erne, men var i mellemtiden i 1949 blevet ansat på Idrætsbladet. Samtidig var han tilknyttet Politikens sportsafdeling freelance og illustrerede bl.a. sportsjournalisten Paul W. Svendsens bog "Var der Frispark" (1951), en pædagogisk fortolkning af fodboldlovene.

## Kravlenisser
Frederik Bramming er mest kendt for at være ophavsmand til begrebet kravlenisser. Der havde eksisteret udklipsark med nisser fra starten af det 1900-tallet, men navnet stammer fra 1947, hvor Bramming udgav et klippeark med "kravlenisser". Det blev udgivet ved Kunstforlaget Alliance, og de første to ark tryktes i 80.000 eksemplarer. Brammings nisser er i øvrigt karakteristiske ved, at de er iført en slags gamachebukser, er tandløse og bærer nissehue uden kvast. Han har også tegnet en række tredimensionelle nissemyldrende julekalendere, som var meget populære i 1940'erne og et par årtier frem.

## Sprællemænd
I besættelsesårene arbejdede han også hemmeligt med at producere muntre udklipskartoner med sprællemænd, man selv skulle klippe ud og montere. Modellerne forestillede Hitler, Goebbels, Hermann Göring og udenrigsminister Ribbentrop. Ovenstående er en udbredt myte. De er først udgivet til julen 1945 på Carl Stenders forlag. Oplysningen stammer fra en telefonsamtale med Frederik Bramming i slutningen af 1960'erne. Hænderne på henholdsvis Hitler og Goebbels ligner hænder på nogle samtidige kravlenisser. Derimod er det rigtigt, at den danske nazileder Frits Clausen er udgivet som sprællemand illegalt i 1944, dog ikke tegnet af Frederik Bramming. Medajlen i form af en kringle, som pryder Görings bryst, er en satire over hans besøg i Danmark i mellemkrigsårene, hvor han altid sendte bud efter dansk wienerbrød. Ribbentrops champagneflaske refererer til hans tidligere beskæftigelse som producent af musserende vine. Goebbels mikrofon giver sig selv, da han var propagandaminister.